# Misjkajaure
Misjkajaure är en sjö i Arjeplogs kommun i Lappland och ingår i Skellefteälvens huvudavrinningsområde. Sjön har en area på 2,28 kvadratkilometer och ligger 623 meter över havet.

## Delavrinningsområde
Misjkajaure ingår i det delavrinningsområde (738481-155906) som SMHI kallar för Utloppet av Misjkajaure. Medelhöjden är 716 meter över havet och ytan är 16,68 kvadratkilometer. Det finns inga avrinningsområden uppströms utan avrinningsområdet är högsta punkten. Vattendraget som avvattnar avrinningsområdet har biflödesordning 3, vilket innebär att vattnet flödar genom totalt 3 vattendrag innan det når havet efter 331 kilometer. Avrinningsområdet består mestadels av skog (55 procent) och kalfjäll (28 procent). Avrinningsområdet har 2,28 kvadratkilometer vattenytor vilket ger det en sjöprocent på 13,7 procent.